# Mike Portnoy's Shattered Fortress
I Mike Portnoy's Shattered Fortress sono stati un supergruppo progressive metal ideato dal batterista Mike Portnoy nel 2017.

## Storia
Nel 2017 Portnoy ha creato il gruppo al fine di festeggiare il suo 50º compleanno e per suonare un'ultima volta alcuni dei brani da lui composti durante il suo periodo nei Dream Theater. Alla formazione sono stati coinvolti la quasi totalità degli Haken (Richard Henshall, Ross Jennings, Charlie Griffiths, Conner Green e Diego Tejeida) e il chitarrista Eric Gillette della The Neal Morse Band.

## Formazione
- Mike Portnoy - batteria, voce
- Ross Jennings - voce
- Richard Henshall - chitarra
- Charlie Griffiths - chitarra
- Eric Gillette - chitarra
- Diego Tejeida - tastiera
- Conner Green - basso